# La prueba (película)
La prueba, es una película de drama peruana, dirigida por Judith Vélez y estrenada en 2006. Está protagonizada por Jimena Lindo, Gianfranco Brero y Pietro Sibille. La historia sigue a Miranda, es una joven que emprende la búsqueda de su padre, quien se encuentra prófugo y escondido en la sierra sur del Perú, a la espera de que su condena prescriba. Miranda necesita llevar a su padre a la capital para salvar la vida de su hermano, quien está gravemente enfermo.
La trama de la película está inspirada en hechos reales, relacionados con la prescripción de los cargos contra el expresidente peruano Alan García Pérez en 2001, por delitos cometidos durante su primer gobierno (1985-1990).
Es una road-movie peruana del 2006, ópera prima de la directora Judith Vélez.

## Sinopsis
Miranda recuerda cuando su familia empezó a colapsar en medio de una sociedad deteriorada por la corrupción y el terrorismo. Después de trece años, Miranda se encuentra con la urgencia de buscar a su padre desaparecido, pues su tipo de sangre puede salvar la vida de su hermano menor, Tomás. Ella emprenderá una búsqueda incierta, contra el tiempo, hacia la ciudad de Arequipa donde ha sido visto por última vez, hace cinco años. Allí dará con el paradero de su padre que se encuentra oculto en Sibayo, esperando que su pena prescriba. Saúl, un joven ingeniero hidráulico, acompañará a Miranda en este difícil viaje en el que hará una revisión de su pasado. Junto a él descubrirá una región golpeada por la sequía donde la esperanza y la desesperación conviven y se manifiestan en pequeñas procesiones o en mágicos rituales que los campesinos celebran en las cumbres de los cerros, convencidos de que Dios los está castigando, o en angustiados ajustes de cuentas por el control del agua. Los hechos del camino confrontarán a Miranda con su idea de justicia, pero la fortalecerán para el encuentro con su padre, a quien le tiene preparada una exigente prueba de la cual dependerá la vida de su familia..

## Reparto
- Gianfranco Brero[5]
- Jimena Lindo[5]
- Pietro Sibille[5]
- Leonardo Torres Villar[5]
- Sergio Paris
- Amaranta Kun
- Kathy Serrano

## Producción
La prueba fue estrenada en setiembre del 2006 a nivel nacional. Ha sido coproducida por Nomade Producciones y el Instituto Cubano del Arte e Industria Cinematográficos (ICAIC).

## Premios y nominaciones
| Año  | Lugar                                                             | País           | Categoría                    | Resultado |
| ---- | ----------------------------------------------------------------- | -------------- | ---------------------------- | --------- |
| 2007 | Munich Film Festival                                              | Alemania       | Mejor Opera Prima            | Nominada  |
| 2007 | Latin Chicago Film Festival                                       | Estados Unidos | Mejor Opera Prima            | Nominada  |
| 2007 | Cleveland International Film Festival                             | Estados Unidos | Mejor Opera Prima            | Nominada  |
| 2007 | Festival Schermi d’Amore                                          | Italia         | Mejor Película y Mejor Guion | Ganador   |
| 2007 | Festival Internacional de Santa Cruz                              | Bolivia        | Mejor Opera Prima            | Ganador   |
| 2007 | 8éme Festival Internacional du film d’Arras                       | Francia        | Mejor Opera Prima            | Nominada  |
| 2007 | Damascus International Film Festival                              | Siria          | Mejor Opera Prima            | Nominada  |
| 2007 | Rencontre Cinematographic Cine Américain, Marsella                | Francia        | Mejor Opera Prima            | Nominada  |
| 2006 | Festival de Cine Latinoamericano de Huelva                        | España         | Colón de Oro                 | Nominada  |
| 2006 | Festival Internacional de Cine de Montreal                        | Canadá         | Golden Zenith                | Nominada  |
| 2006 | Festival Internacional de Cine en Guadalajara                     | México         | Mejor Opera Prima            | Nominada  |
| 2006 | Festival Internacional del Nuevo Cine Latinoamericano - La Habana | Cuba           | Mejor Opera Prima            | Nominada  |
| 2006 | 30th Cairo Internacional Film Festival                            | Egipto         | Mejor Opera Prima            | Nominada  |